# فيضة المجلس

## فيضة المجلسː
فيضة المجلس أرض مستوية مستطيلة وواسعة نسبيا، حيث يبلغ طولها حوالي 20كم وعرضها حوالي 5 كم، ولها انحدار خفيف جدا نحو الشمال الغربي، وتظهر في اجزائها الشمالية الغربية معالم واضحة لمجاري المياه التي تمثل الأجزاء العليا من حوض وادي المساجدي، وهو أحد الروافد الرئيسية لوادي الثمامة وامتداده وادي الغيلانة، ويجاور هذه الفيضة من الشمال والشمال الشرقي جال جبلي يكون الارتفاع فيه عن أرض الفيضة حوالي 10م. وتقع فيضة المجلس في محافظة رماح بوسط المملكة العربية السعودية، ضمن محمية الإمام عبد العزيز بن محمد الملكية، وتكون نقطة الوسط فيها تقريبا عند خط طول 46.991064 درجة شرقا ودائرة عرض 25.068737 درجة شمالا. ويشير تحليل التربة والقياسات والمشاهدات للفريق العلمي من المركز الوطني لتنمية الغطاء النباتي ومكافحة التصحر أثناء زيارته في الفترة من 12-16 فبراير 2023م إلى أن فيضة المجس تتكون من تربة طينية-طميية صلبة قليلة النفاذية للماء، حيث تمثل القشرة الصلبة 74%، مما جعل التغطية النباتية فيها منخفضة نسبيا، حيث بلغت فقط 24% من مساحة الفيضة، ويتكون الغطاء النباتي فيها من شجيرات خاصة الجثجاث الذي يمثل 19% من النباتات، وأعشاب موسمية تمثل 80% أغلبها النفل يمثل حوالي 60% من النباتات الحولية، بينما يمثل الشكاعى 4% والخباز يمثل أيضا 4% منها. وتبعد فيضة المجلس عن مدينة الرياض حوالي 35كم، وتعد أحد المنتزهات الطبيعية التي تزورها العائلات والأفراد، خاصة عند نمو النباتات الحولية فيها بعد سقوط الأمطار الغزيرة.